# 何鴻燊
拿督斯里 何鴻燊，大紫荊勳賢，GML，GBS，GLM，OBE，CStJ，SPMP，SPMT（葡萄牙語：Stanley Ho Hung Sun，1921年11月25日—2020年5月26日） ，廣東寶安人，港澳富商，前澳门首富，前全国政协常委，澳門博彩專利權開放之前經營澳門娛樂賭博公司，在澳門博彩業獨佔鰲頭，被媒體稱為“赌王”，而且其名下的香港信德集團業務深入航運、地產、酒店及娛樂等多個行業。

## 簡歷
何鴻燊1921年在英屬香港出生，是香港歐亞混血兒，出身於香港何東家族，是何東爵士弟弟何福的孫兒，是何東爵士的侄孫，家族背景顯赫。何东家族在港澳乃至国际上都享有很高的声誉和地位，何东家族的名声为何鸿燊提供了初始社会资本，何东家族的影响贯穿其整个职业生涯，通过家族声誉、政治网络及商业资源提供持续支持，为日后何鸿燊发迹提供了帮助。何鸿燊元配出身于澳门显赫的葡籍律师家族「土生葡人」黎婉華(葡萄牙語：Clementina  Angela Leitão)。选择嫁给何鸿燊，除了个人情感因素和双方都是混血儿外，何鸿燊的家族背景也是重要考量。
曾祖父是猶太裔荷蘭人Charles Henry Maurice Bosman（粵語归化音譯何仕文）（1839年8月29日－1892年11月10日）生于1839年8月29日荷兰鹿特丹，何仕文於1859年香港開埠初期抵達香港寻找商机，因为觉得在香港生意难做，大约30岁时离开香港到英国伦敦发展，于1873年在英国伦敦创办了"东方代理"（Eastern Agency）。曾祖母是中國廣東寶安縣人施娣。何仕文离开后，施娣投靠儿子何甘棠的生父郭兴贤，嫁给他做四妾。施娣在郭家生活一段时间后，带着两个与郭兴贤所生的女儿何瑞婷、何柏娟离开郭家。施娣与郭兴贤所生的最小的儿子，后来夭折的郭茂超留在郭家没有带走。何仕文1888年入籍英國，1892年在英国伦敦去世。。
祖父何福有中國和猶太血統，祖母羅絮才（Lucy Rothwell），中英混血。
何鴻燊父親何世光是中英混血，為知名沙遜洋行買辦，何鸿燊在家中排行第九（暱稱九爺）。母親冼慶雲（Flora Sin），來自豪門世家，也是中英混血，為當地望族。
何鴻燊擁有四个种族的血统，分别是中國（曾祖母施娣）、犹太（曾祖父何仕文）、英国（外曾祖父Stephen Prentice Hall）和不可考证的波斯血统。波斯血统的传闻可能来自早期媒体把Bosman这个荷兰姓氏错误翻译为波斯人（Bos错误音译为波斯，man翻译为人）。第二种可能，何鸿燊可能某一位祖先是来香港发展的帕西人。（香港开埠初期少数帕西人来香港发展，被香港社会视为波斯人。）由於何東之父何仕文非華人，沒有祖籍概念，而且何東本人由母親一手養大、與父親感情疏離，但按照何东家族的传统，祖籍時採用承傳母系的方案、而非一般承傳父系的慣例，何东家族成员都跟隨曾祖母自認是中國廣東寶安人。
何鴻燊於香港長大，10歲時就讀傳統名校皇仁書院（1932年至1939年），惜父親於1934年疑因股票投資失利，一夜間傾家蕩產，為躲債遠走越南；從家境富裕頓變身無分文，他曾形容，「（親戚）一向當我是寶的，忽然都當我是鹹水草。」。何鴻燊讀初中時，父親因破產遠走避難，家道中落，受盡人情冷暖，其後在戰亂中落難澳門，最窮時身上只剩下10元，但他憑着強悍性格爭一口氣，在22歲冒死賺得第一個100萬元，先後發展煉油廠、進軍地產，最終成就賭業王國。他曾憶述當年到父親世交的診所補牙，對方卻直接把他的牙拔掉，還說：「沒錢，補什麼牙？補了這隻牙，明天又替你補另一隻啊？拔掉算了。」這段經歷他終生難忘，自此咬緊牙關發憤讀書，力爭上游，並考獲獎學金進入香港大學。他在教育司署於1937年舉辦的首屆香港中學畢業會考考獲佳績，獲頒政府全費獎學金。1939年，入讀香港大學理學院，是利瑪竇宿舍宿生。他考獲獎學金，成為理學院最優秀的學生。1941年，他大學未畢業，第二次世界大戰爆發。1941年12月8日日軍入侵香港，香港淪陷，何未能在香港大學修畢課程。何鴻燊在抗戰期間應日本商人齊藤之邀到澳門打工。他往澳門避難及發展，加入中葡日聯營之聯昌公司，擔任押船工作期間，多次與死神擦身而過。1942年，何鴻燊在日軍佔三分之一股份的聯昌糧油公司工作，從事押船工作，在此期間他學習日語，不久便成為日本老闆的秘書，協助貿易行從廣東進口糧食與燃料，半年後自己也成公司的股東，同年，他與有「澳門第一美女」之稱的中葡混血兒黎婉華結婚。何鴻燊因為出身自顯赫的何東家族，並為何福之孫，他獲舉薦為日本特別支部軍官長澤上校（Colonel Sawa）工作及教授英語。何鴻燊與長澤上校交情甚篤，時常一起爬山及唱日文歌。因他多次為聯昌以身犯險，1943年獲派發100萬元花紅，年僅22歲成功賺得第一桶金。1943年，何鴻燊利用在聯昌糧油公司分得的100萬元紅利，創辦澳門火水（煤油）公司，不但為澳門電燈公司供應煤油，更一舉成為東南亞最大的煤油供應商。何鴻燊憑100萬元開啟創業路，1947年與人合夥開辦煉油廠，成澳門電燈公司主要供應商，但招黑勢力妒忌，公司遭投擲手榴彈；他無奈於1953年結束澳門生意返港，惟在心底許下誓言「我一定回來」。
1945年8月日本投降，香港重光。1953年，澳門事業有成，何鴻燊返回香港成立利安建築公司，從事建築及地產生意。何鴻燊返港後進軍地產業，適逢市道起飛，1959年他已經坐擁1,000萬元身家。何鴻燊年少時曾家道中落，到1950年代中期，他白手興家成為港澳巨富。
1961年何鴻燊與葉漢、葉德利（何婉婉丈夫）、霍英東等結成聯盟，共同組建一間公司——新集團，最終出價3,167,000元（比對手只多出17,000元），競得澳門博彩專利權，創辦澳門旅遊娛樂有限公司，建成葡京大酒店，何鴻燊1972年於香港創辦信德集團有限公司，1973年在香港證券交易所上市（港交所：0242)，在澳门赌场经营权开放之前，独树一帜经营澳门娱乐赌博公司，独揽全澳门的赌场经营权。1964年，引進水翼船，行走港澳航線。此外，他在澳門經營賭場多年，1960年代中至2003年更是壟斷式經營積累資本；其中包括1970年6月11日建成的葡京娛樂場及2007年2月11日建成的新葡京娛樂場。除香港和澳門外，他也在多個國家投資，包括越南、北韓、菲律賓、葡萄牙等。其家族手執澳門賭業牛耳，名下之香港信德集團業務涉獵航運、地產、酒店及娛樂等不同行業。據福布斯富豪榜估計，他在2008年時身家高達700億元。
何鴻燊是港澳知名人士，曾任第九屆、十屆、十一屆全国政协常委。他生前積極參與中國內地之經濟建設、文化慈善等事業，参与及见证香港回歸、澳門回歸之進程。參與中英谈判、中葡谈判。曾任香港特別行政區基本法諮詢委員會委員、全國人民代表大會澳門特別行政區籌備委員會副主任委員等。1982年鄧小平宣布要收回港澳，社會民心浮動，有大商家甚至計劃撤走投資，何鴻燊公開發表支持港澳回歸，「我是香港出生、澳門創業，我能理解鄧小平先生的偉大決策。香港與澳門只要資本主義制度不變，人心就安定，局勢就會穩定。」1983年，通過澳門娛樂公司，收購澳門逸園狗場60%股權。曾多次获得中華人民共和國黨和国家领导人的亲自慰问。1985年，收購澳門回力球場90%股份。何鴻燊其後在中國內地廣泛投資和捐款近百億元，顯示他對中國之信心；又協助中國內地改革開放和經濟發展，並且出資扶貧賑災行善。与霍英东、曾宪梓、胡应湘、邵逸夫、包玉剛等并称为「红色资本家」。何鴻燊现为澳門的首富。其資產總值在亞洲地區均排行前列。根據福布斯官方網站，2005年他在全球富豪榜中排第151名，淨資產總值86億美元。他在港澳兩地都擁有不少物業，以及經營不少業務，其範圍包括博彩、旅遊、航運、地產、財務、空運等。2008年1月，福布斯雜誌公布他是香港第19位富豪。2009年2月福布斯雜誌指出其身家因金融海嘯暴跌近9成。
何鴻燊是香港地產建設商會會長（1984年起，2011年出任永遠名譽會長）。其座駕車牌是「HK1」，即香港一號。由於香港是兩岸四地中最後實施一夫一妻制的地區（自1971年），最引人瞩目的是他三妻四妾的现象，是两岸三地名人富豪中少见的场面。何鴻燊白手興家創立賭業王國，四房妻妾共為他帶來17個兒女，外界對其愛情及家庭生活也是津津樂道。
2005年何鴻燊發起成立策略投资公司（Geocapital），將之打造成中國及葡萄牙語系國家之間的投資平台。最大股東為何鴻燊，佔股超過50%，葡籍商人李百鴻（Jorge Ferro Ribeiro）則為第二大股東，其他股東包括前葡萄牙國會主席Almeida Santos，持股5% GeoCapital應佔佛得角儲金局27.4%股權、莫桑比克Moza Bank的24.5%權益，以及在幾內亞比紹佔股41.25%的西非銀行。
何鴻燊於2009年跌傷住院多月，之後一直深居簡出，至2020年5月26日離世。
2013年，榮任澳廣視股東會榮譽主席。
2017年6月23日，何鴻燊退任信德集團有限公司董事會主席，但基於表彰在44年任期內貢獻，欣然頒授永久榮譽主席，改由何超瓊為主席。

## 股息紛爭
2001年，何鴻燊與人稱「十姑娘」的胞妹何婉琪就澳門旅遊娛樂有限公司股息起紛爭，自此反目。結果何婉琪被踢出董事局，兼入稟除去股東身份。何婉琪多次登報追討澳娛約30億累積盈餘及股息，何鴻燊則隔空向她冷嘲熱諷，另一方面，股息糾紛也拖延何鴻燊推動澳門旅遊娛樂公司在香港上市的計劃，十姑娘向法庭申請禁制令阻止澳娛上市，立法會議員兼香港民主黨副主席何俊仁律師以十姑娘的香港法律顧問身份，於2006年7月19日在香港法院出庭作供。2006年8月20日，何俊仁出席一個遊行集會後，在中環中航大廈的麥當勞快餐店遇襲，遭打手亂棍毆打達3分鐘，何俊仁的頭部、額頭近眉心、鼻梁及嘴唇均受重創，鼻梁骨折，事後送瑪麗醫院接受治療。何俊仁遇襲的事件驚動香港，香港媒體猜測事件與十姑娘和何鴻燊之間的官司有關，時任特首曾蔭權表示無論天涯海角也要緝拿兇徒歸案，何鴻燊於8月23日在會展中心受到傳媒追訪，何鴻燊聲稱自己不認識何俊仁，又否認血案與自己的手下有關，但又稱「等佢（他）知味道！」。同年10月，有4個涉案疑兇被捕，其中一名被告聲稱是因申請公屋和綜援等問題向何俊仁尋求協助，但未獲處理，於是僱用打手毆打何俊仁，但法官不接納被告的解釋，並指事件有幕後黑手，而各被告都被判監4年8個月。另外，從何婉琪發言人及媒體取得的資料顯示，在2002至2003年間幫助十姑娘的律師莫超權，也曾兩度被人毆打或以石頭襲擊受傷，另一律師Mark Side則曾收過恐嚇信。

## 爭產事件
2011年1月24日，香港不同傳媒報導何鴻燊已不再持有澳門博彩控股的應佔權益，僅保留100股，其餘幾乎全部31.655%的股份將轉移給家庭成員控股的公司；二房藍瓊纓及子女，與三太陳婉珍透過澳娛持有總市值755億元的澳門博彩。但其後《南華早報》引述澳門賭王何鴻燊的律師Gordon Oldham指出，何鴻燊事前並不知情，又引述何鴻燊說，他的帝國被瓜分，違反了他的意願，「這是搶劫。」高國駿引述何鴻燊警告，若在48小時內事件未解決，將會對家人採取法律行動。之後，該律師被何鴻燊家族解除職務。
2011年1月27日，何鴻燊透過代表律師高國峻，入稟控告子女、親屬及相關公司，追回公司股權。
根據入稟狀，何鴻燊控告11人，包括二太藍瓊纓、三太陳婉珍、二房5名子女及涉及的公司，要取回澳娛32%的股權。入稟狀更指出，持有澳娛股權的Lanceford公司董事藍瓊纓、何超鳳、何超瓊、及Lanceford董事禤永明，不適當地發行新股，分配予二房及三房持有的兩間公司。何鴻燊亦提出禁制令，阻止他們再進行股權分派。
何鴻燊於入稟狀中，附上一份有他簽署作實的聲明，表示此份入稟狀是他的真確意願。
加拿大情報部門已經說他有與三合會的联系。何先生公開否認任何參與。

## 政治立場
何鴻燊立場親建制派，歷任第九、第十、第十一屆全國政協常委；常對政治層面發表言論，在其對香港主權移交後數年間的對兩名特首的言論的分別可見一斑。2005年初，他曾指自己在前香港行政長官董建華執政期間說了七年謊話支持之，又「預測」曾蔭權會順利繼任。在香港市民即將遊行爭取普選時間表時，又在報紙刊登廣告，支持政府方案，並「打賭」說遊行人數將不多於五萬人。
2009年2月，澳門特別行政區政府以《內部保安綱要法》為由，拒絕香港部份泛民主派議員、學者及記者入境，何鴻燊公開以「攪屎棍」形容不被澳門政府批准入境的人士。
對於澳門第3屆行政長官選舉有14張空白票，何鴻燊直言，投空白票的選委「錯得好緊要」。何鴻燊認為，投空白票的人心中有數，會感到不安及睡不着。
何鴻燊早於2004年董建華仍在任香港特首時，便狠批董的智囊及後來成為特首的梁振英，斥責梁振英是「紅鬚軍師」，向董建華「獻出八萬五衰計，一棍打死班有錢佬，打冧地產市場」，他當時更直言：「若他（梁振英）日後做特首，我第一個放棄香港……他最憎有錢人，我就返澳門。」何鴻燊稱，他「曾與地產商傾過，若他做特首，我們便走啦。」何鴻燊又批評當時的房屋政策是「想窮人與有錢人更加接近，所有全香港最靚的地留給居屋，這一招很致命，令到赤柱多塊靚地都用來建居屋……我亦窮過，但說句良心話，太窮的人與中產及有錢人是不能住在一起的，但最尾還嘗試在北角，把有錢人與窮人住在一起。」 其後，梁振英往何鴻燊的家中解釋，梁向何稱「八萬五政策」的獻計者是另有其人，何向記者說：「我似乎冤枉好人。」

## 名下馬匹
何鴻燊是澳門賽馬會時任主席，他亦有在香港及澳門養馬，旗下馬匹「爆冷」勝出2006年香港打吡大賽、2007年愛彼錶女皇盃、香港冠軍暨遮打盃、2008年香港金盃、沙田錦標、國泰航空香港盃預賽、2009年香港金盃、香港冠軍暨遮打盃、2010年愛彼錶女皇盃。而在澳門名下的爆料、爆燈、爆發也成績彪炳，在2009至2011年間也分別贏得了港澳盃、澳港盃、澳門短途精英盃、新葡京盃、亞洲電視盃等錦標。
另外，何鴻燊的女兒何超雄、何超瓊、何超鳳、何超蕸、兒子何猷亨皆為香港賽馬會會員，曾於香港擁有名下馬匹危險大軍、快快贏、快快上、快快有、快快發（「危險大軍」為何超雄與周邦華等人的山河團體名下，「快快贏」、「快快上」、「快快有」、「快快發」為何超雄個人名下）、湯王、醉仙、醉醒、醉神（許晉亨與何超瓊名下）、領先（何志堅與何超鳳名下）、你好馬、好利錢（何超鳳、何超瓊、何超蕸與李天澤醫生合夥擁有）、普仁、型到爆（何超蕸是東華之友團體經理人、型藍團體會員）、爆谷、爆熱、爆笑、L065（何猷亨），何猷光的女兒何家華（何鴻燊長孫女）在澳門亦有名下馬匹「爆勝」。

## 健康問題
2009年7月29日，何鴻燊在四太梁安琪的家中跌傷頭部，至翌日近中午因為有頭暈和嘔吐等顱內受創的症狀，並陷入昏迷，何被送往香港港安醫院深切治療部搶救，並由包括中文大學的腦外科專家在內的多名專科醫生會診，何鴻燊被發現腦部有兩條血管爆裂，其中一條接近主動脈，需動三次腦部手術，須要住院超過7個月，何鴻燊的身體健康狀況自此大不如前，而在留醫期間曾傳出他病情惡化及一直昏迷，即使甦醒亦可能半身不遂。隨病情漸趨穩定，何鴻燊在同年9月28日被轉往養和醫院最豪華的私家病房，位於37樓面積達2,000平方呎的秀群套房繼續休養。12月20日，何鴻燊在主診醫生及護士的陪同下，於清晨6時40分離開養和醫院前往澳門出席當地回歸中國十周年活動，何鴻燊被推入在東亞運體育館的典禮舉行場地時立即成為全場目光的焦點，當升國旗播國歌時，坐在輪椅的何鴻燊無須起立，何鴻燊在典禮上獲中共總書記胡錦濤的接見及問候，之後便乘船返回香港，於下午1時許回到醫院繼續休養。2010年3月6日正式出院返家休養，從此改以輪椅代步並深居簡出，鮮有公開露面。其後屢次進入醫院，2013年11月再度傳出死訊。2014年10月罕有出席三太陳婉珍的銅紫荊星章授勳儀式，之後數年只間中在子女的社交平台露面。
2019年2月8日，於養和醫院休養的何鴻燊因器官衰竭緊急送入深切治療部急救。2020年初，消息指正在養和醫院住院的何鸿燊病重，廣東省政協及中共廣東省委統戰部前來慰問，惟何家否認。

## 逝世
2020年5月26日13時05分，何鸿燊於養和醫院深切治療部逝世，享耆壽98歲，彌留之際多名家人陪伴在側。逝世后，香港行政長官林鄭月娥、澳門行政長官賀一誠表示深切哀悼，赞扬他为社会的贡献。在何鴻燊離世後，其三位姨太太及四房子女在醫院門外會見傳媒，代表家族發言的二房長女何超瓊形容，雖然家族各人也知道這一天終會來臨，但亦無減其難以言喻的悲傷，而家族四房各人將聯合辦理喪事。喪禮一連三日在香港殯儀館舉行，7月8日為家族守靈，不對外開放；9日設靈公祭、翌日大殮，在聽取風水師蔡伯勵後人之意見後因2020年沒有「吉日」而將棺木暫厝東華義莊，直到2021年5月30日葬於摩星嶺1號昭遠墳場。

## 生前主要職位

### 商業
- 香港
  - 信德集團有限公司榮譽主席
  - 香港航空有限公司名譽主席

- 澳門
  - 澳門旅遊娛樂股份有限公司總經理兼董事
  - 澳門博彩股份有限公司行政總裁兼董事
  - 澳門國際機場專營公司董事局副主席
  - 南灣發展有限公司董事局主席兼董事
  - 澳門漁人碼頭董事局主席兼董事
  - 澳門賽馬會董事局主席兼董事
  - 澳門逸園賽狗會董事局主席兼董事
  - 澳門回力球企業有限公司董事局主席兼董事
  - 澳門彩票有限公司董事局主席兼董事
  - 榮興彩票有限公司董事局主席兼董事

### 團體
- 香港
  - 皇仁書院舊生會永遠榮譽會長
  - 香港地產建設商會會長
  - 香港大學教研發展基金終生榮譽主席
  - 香港理工大學顧問委員會創會會員
  - 香港公益金名譽副會長
  - 香港明天更好基金信託委員會委員
  - 香港演藝學院友誼社贊助人
  - 香港網球贊助人協會副贊助人（Vice Patron-in-Chief）

- 澳門
  - 澳門基金會信託委員
  - 澳門特別行政區經濟委員會委員
  - 澳門大學校務委員會成員

## 榮譽
| 國家或地區     | 勳章 | 其他 |
| -------------- | --- | --- |
| 比利时         | 比利時皇冠勛章司令勛銜 （2007年） | |
| 中国大陆       | | 廣東省廣州市榮譽市民（1993年） 廣東省南海市榮譽市民（1994年） 廣東省三水市榮譽市民（1995年） 廣州市傑出貢獻獎（1996年） 廣東省江門市榮譽市民（1997年） 廣東省珠海市榮譽市民（1998年） 北京市榮譽市民（2000年） |
| 西班牙         | 銀十字勳章（1993年） | |
| 法國           | 法國騎士級榮譽勳章（1984年） 法國榮譽軍團司令勳章（2004年） | |
| 英国           | 耶路撒冷聖約翰司令勳章（1983年） 大英帝國勳章（1990年） | 英國皇家舞蹈學院院士 |
| 香港特別行政區 | 金紫荊星章（2003年） 大紫荊勳章（2010年） | 香港大學名譽社會科學博士（1987年） 香港理工大學榮譽社會科學博士（2003年） 香港公開大學榮譽工商管理博士（2004年） 香港演藝學院榮譽博士（2009年）                                                                |
| 日本           | 勳三等瑞寶章（1987年） | |
| 澳門特別行政區 | 金蓮花勳章（2001年） 大蓮花勳章（2007年） | 澳門大學榮譽社會科學博士（1984年） |
| 马来西亚       | S.M.T.登嘉楼王冠丞官勋章（1972年） S.P.M.P.霹雳王冠斯里勋章（1990年） S.P.M.T.登嘉楼王冠斯里勋章（1997年）                                                                                              | |
| 葡萄牙         | 慈善司令級勳章（1970年） 殷皇子紳士級勳章（1981年） 殷皇子將領級勳章（1985年） 大十字功績勳章（1990年） 航海勳章（1991年） 殷皇子大十年勳章（1995年） 一等航海十字勳章（1999年） 旅遊貢獻金章（2001年） | 澳葡政府將環繞南湾湖之新闢馬路命名為「何鴻燊博士大馬路/Avenida Dr Stanley Ho」（1998年），為澳門歷史上第一位在世時獲此殊榮的華人。                                                                             |
| 聖座           | 羅馬宗座聖大額我略教宗騎士團勳章（1989年） | |
| 其他           | | G2E Asia卓越遠見成就獎（2009年） |

### 以其姓名命名的事物
- 澳門何鴻燊博士大馬路

1998年，澳葡政府以環繞南灣湖之新開馬路，命名為「何鴻燊博士大馬路」。而何鴻燊亦是澳門開埠而來，首位獲此榮譽之人士。
- 葡萄牙何鴻燊博士大馬路

2008年，葡萄牙卡斯凱什市政廳亦將當地一條馬路命名為「何鴻燊博士大馬路」，以表彰何鴻燊多年来對葡萄牙卡斯凱什地區旅遊業發展的卓越貢獻，是葡萄牙當地第一條以華人姓名命名的街道。
- 香港理工大學何鴻燊樓
- 香港大學專業進修學院保良局何鴻燊社區書院
- 香港大學何鴻燊體育中心
- 何鴻燊博士醫療拓展基金會
- 香港中文大學何鴻燊防治傳染病研究中心
- 香港都會大學何鴻燊圖書館
- 澳門大學何鴻燊東亞書院
- 皇仁書院舊生會何鴻燊天文觀測站
- 澳門葡京人燊哥冰室
- 培僑書院何鴻燊樓

## 家庭
|  |                                             |  |  |  |  |  |  |  |  |  |  |  |  |  |  |  |
|  | 曾祖父：何仕文                              |  |  |  |  |  |  |  |  |  |  |  |  |  |  |  |
|  |                                             |  |  |  |  |  |  |  |  |  |  |  |  |  |  |  |
|  |                                             |  |  |  |  |  |  |  |  |  |  |  |  |  |  |  |
|  | 祖父：何启福（1863－1926）                  |  |  |  |  |  |  |  |  |  |  |  |  |  |  |  |
|  |                                             |  |  |  |  |  |  |  |  |  |  |  |  |  |  |  |
|  |                                             |  |  |  |  |  |  |  |  |  |  |  |  |  |  |  |
|  | 曾祖母：施娣（1841—1896）                   |  |  |  |  |  |  |  |  |  |  |  |  |  |  |  |
|  |                                             |  |  |  |  |  |  |  |  |  |  |  |  |  |  |  |
|  |                                             |  |  |  |  |  |  |  |  |  |  |  |  |  |  |  |
|  | 父：何世光（1886－1973）                    |  |  |  |  |  |  |  |  |  |  |  |  |  |  |  |
|  |                                             |  |  |  |  |  |  |  |  |  |  |  |  |  |  |  |
|  |                                             |  |  |  |  |  |  |  |  |  |  |  |  |  |  |  |
|  | 外曾祖父：罗富华（1831—1883）               |  |  |  |  |  |  |  |  |  |  |  |  |  |  |  |
|  |                                             |  |  |  |  |  |  |  |  |  |  |  |  |  |  |  |
|  |                                             |  |  |  |  |  |  |  |  |  |  |  |  |  |  |  |
|  | 祖母：罗絮才（1861—1949）                   |  |  |  |  |  |  |  |  |  |  |  |  |  |  |  |
|  |                                             |  |  |  |  |  |  |  |  |  |  |  |  |  |  |  |
|  |                                             |  |  |  |  |  |  |  |  |  |  |  |  |  |  |  |
|  | 外曾祖母：曾有                              |  |  |  |  |  |  |  |  |  |  |  |  |  |  |  |
|  |                                             |  |  |  |  |  |  |  |  |  |  |  |  |  |  |  |
|  |                                             |  |  |  |  |  |  |  |  |  |  |  |  |  |  |  |
|  | 何鴻燊（1921年—2020年）                     |  |  |  |  |  |  |  |  |  |  |  |  |  |  |  |
|  |                                             |  |  |  |  |  |  |  |  |  |  |  |  |  |  |  |
|  |                                             |  |  |  |  |  |  |  |  |  |  |  |  |  |  |  |
|  | 外曾祖父：Stephen Prentis Hall（1810—1872） |  |  |  |  |  |  |  |  |  |  |  |  |  |  |  |
|  |                                             |  |  |  |  |  |  |  |  |  |  |  |  |  |  |  |
|  |                                             |  |  |  |  |  |  |  |  |  |  |  |  |  |  |  |
|  | 外祖父：冼德芬（1856—1924）                 |  |  |  |  |  |  |  |  |  |  |  |  |  |  |  |
|  |                                             |  |  |  |  |  |  |  |  |  |  |  |  |  |  |  |
|  |                                             |  |  |  |  |  |  |  |  |  |  |  |  |  |  |  |
|  | 外曾祖母：黄氏                              |  |  |  |  |  |  |  |  |  |  |  |  |  |  |  |
|  |                                             |  |  |  |  |  |  |  |  |  |  |  |  |  |  |  |
|  |                                             |  |  |  |  |  |  |  |  |  |  |  |  |  |  |  |
|  | 母：冼兴云                                  |  |  |  |  |  |  |  |  |  |  |  |  |  |  |  |
|  |                                             |  |  |  |  |  |  |  |  |  |  |  |  |  |  |  |
|  |                                             |  |  |  |  |  |  |  |  |  |  |  |  |  |  |  |
|  | 外祖母：May Wong（1861—1942）               |  |  |  |  |  |  |  |  |  |  |  |  |  |  |  |
|  |                                             |  |  |  |  |  |  |  |  |  |  |  |  |  |  |  |
|  |                                             |  |  |  |  |  |  |  |  |  |  |  |  |  |  |  |

- 何啟福（祖父）、羅絮才（祖母）
- 何世光（父親）、冼興雲（母親）

何鴻燊有一妻一妾，以及两位公开承认的伴侣（俗称姨太太）。四人共为何鴻燊生育了17名子女，其中6名兒子和11名女兒。
- 元配：黎婉華（1923年8月28日－2004年2月21日）所生：
  - 長女：何超英（1947年－2014年12月4日）= 蕭百成（*前夫，1945年—2011年）[66]
    - 外孫女：蕭玫錚，出生：1979年（45—46歲） = 柴姆·斯考克罗夫特

  - 長子：何猷光（1948年－1981年6月23日）= 苏琪·波捷（1947年11月14日—1981年6月23日）
    - 內孫女：何家華，出生：1975年（49—50歲） = 前夫（美国人）：迈克尔·安东尼·伊苏
      - 曾外孫女：蘇麗儀[67]
      - 曾外孫：中文名不详，英文名Michael

    - 內孫女：何家文，出生：1978年（46—47歲） = 意籍丈夫：塞缪莱·塞雷利  
      - 曾外孫女：中文名不详，英文名Suki[68]

  - 次女：何超賢，出生：1953年（71—72歲） = 丈夫：彼得·克耶尔
    - 外孫：何家榮，出生：1987年（37—38歲）[69]
    - 外孫女：何家晴，出生：1993年（31—32歲）

  - 三女：何超雄，出生：1962年（62—63歲）

- 妾侍：藍瓊纓（1943年—2022年6月11日）所生：
  - 四女：何超瓊，出生：1962年8月26日（62歲） = 前夫：許晉亨，出生：1962年2月25日（63歲）
  - 五女：何超鳳，出生：1964年（60—61歲） = 前夫：何志堅，現協助打理公司業務，與何超瓊搭檔。
    - 外孫女：何鍶珩，出生：1995年（29—30歲）
    - 外孫女：何倩珩，出生：1997年（27—28歲）

  - 六女：何超蕸，出生：1966年（58—59歲）
  - 七女：何超儀，出生：1974年12月26日（50歲） = 丈夫：陳子聰，出生：1972年11月30日（52歲）
  - 次子：何猷龍，出生：1976年（48—49歲） = 妻子：羅秀茵，出生：1974年（50—51歲）
    - 內孫女：何開梓，出生：2006年9月（18歲）

- 三姨太：陳婉珍，出生：1954年3月1日（71歲）所生：
  - 八女：何超雲，出生：1989年2月27日（36歲）
  - 十女：何超蓮，出生：1991年5月9日（34歲）（龙凤胎）＝ 竇驍 （1988年）
  - 三子：何猷啟，出生：1991年5月9日（34歲）（龙凤胎）=前妻：齊嬌
    - 內孫女：何煦齡，出生：2018年（6—7歲）
    - 內孫女：何煦鑫，出生：2019年（5—6歲）

- 四姨太：梁安琪，出生：1961年3月23日（64歲）所生：
  - 九女：何超盈，出生：1990年9月24日（34歲） = 丈夫：辛奇隆
    - 外孫女 辛阡覓，出生：2019年8月28日（5歲）

  - 四子：何猷邦，出生：1992年（32—33歲）[70][71]
  - 五子：何猷亨，出生：1993年7月28日（31歲）
  - 六子：何猷君，出生：1995年1月12日（30歲） = 妻子：奚夢瑤
    - 內孫：何廣燊，出生：2019年10月22日（5歲）
    - 內孫女：中文名不详，英文名Romee，出生：2021年（3—4歲）

  - 十一女：何超欣，出生：1999年6月12日（26歲）

## 影視媒體形象
相較港澳其他富豪，何鴻燊除經營澳門博彩及相關業務外，亦較多出席各類社交宴會及慈善籌款活動，而他在典禮發言和接受傳媒訪問期間就時事、經濟和兩性關係所提出言論，亦經常成為報章娛樂版及電視娛樂新聞節目所報導的內容。
此外，何鴻燊亦不時在電視節目及慈善籌款活動中亮相演出，與他人合唱歌曲及跳舞，又曾於1985年度無綫電視《香港小姐競選》中擔任司儀以考問佳麗。
電影
- 1989年電影《富貴再三逼人》中，協助向香港銀行提供值三千萬的十元鈔票的何先生，角色影射何鴻燊。
- 何鴻燊的事蹟曾授權被改編成非正式人物傳記，為香港電影「賭城大亨系列」，由王晶導演，劉德華飾演「賀新」，分為上下集：
  - 1992年《賭城大亨之新哥傳奇》、《賭城大亨II之至尊無敵》
- 2019年電影《追龍II：賊王》中，王敏德飾演賀不凡，以何鴻燊為原型。

電視劇
電視劇中影射何鴻燊的角色：
- 1992年 無綫電視《大時代》紀保羅 飾 賀新
- 1992年 亞洲電視《香港傳奇人物之一代賭王》呂頌賢 飾 韓森
- 2000年 亞洲電視《世紀之戰》王文治 飾 何新

## 相關作品
傳記
- 《澳門賭王何鴻燊全傳》 作者：祝春亭, 辛磊 ISBN 9787216043519[72]
- 《澳門賭王──何鴻燊全傳》作者：劉屹松 ISBN 9787560993140[73]

其他
- 霍英東口述【澳門賭場風雲】

## 外部連結
- 賭王何鴻燊逝世　叱咤港澳政經界逾半世紀　終年98歲 | 香港01 （页面存档备份，存于）